# ITV盎格利亞
ITV盎格利亞（英語：ITV Anglia），舊名盎格利亞電視台（Anglia Television），是英國東英格蘭地區的ITV电视网特許經營權持有者。該公司總部位於諾里奇，並在劍橋和北安普敦設有地方新聞製作部門。ITV盎格利亞由獨立電視公司所有管理。其播出範圍包括諾福克郡、薩福克郡、埃塞克斯郡、劍橋郡、北安普敦郡、貝德福德郡，以及赫特福德郡北部、白金漢郡北部、林肯郡南部、拉特蘭南部、萊斯特郡南部的小部分地區。ITV盎格利亞主要的自製節目是ITV新聞盎格利亞。該節目在平日傍晚6時播出，分為兩個地區版本。

## 歷史
盎格利亞電視台自1959年10月27日開始播出，是第11家獨立電視網成員。在奧黛麗·巴克斯頓經營時期，該台在電視劇製作領域享有盛譽，並製作過自然題材紀錄片《生存》。1960年代初期，盎格利亞電視台曾在多佛亦設有發射站，因此東南英格蘭的部分地區亦曾是該台的播出地區。但獨立電視局（ITA）後來將這些地區劃入南部電視台的播出地區。
1973年，獨立廣播局（IBA）計劃將貝爾蒙特發射站從盎格利亞電視台轉交給約克郡電視台。這將使得林肯郡、北諾福克郡、東米德蘭的部分地區成為約克郡電視台的播出地區。這一計劃遭到了公眾的反對，特別是北諾福克地區的民眾。在一位董事會成員同意製作影片，為IBA解釋為何盎格利亞電視台應擁有貝爾蒙特發射站之後，盎格利亞電視台決定不公開反對IBA的計劃。1974年1月1日，貝爾蒙特發射站北移交給約克郡電視台。盎格利亞電視台的利潤因此減少了一半，從220英鎊減少至129萬英鎊。但在1976年，盎格利亞電視台改善了其運營，利潤增加至147萬英鎊。
1975年，技術人員工會批評盎格利亞電視台的區域節目製作量太少，稱該台的自製節目自1970年開始劇減至每週僅有5小時。IBA也注意到這一批評，並認為盎格利亞電視台未盡其對播出地區的義務。1976年12月，盎格利亞電視台停止播出泰晤士電視的兒童節目《波琳的怪癖》（Pauline's Quirkes），聲稱該節目未能滿足年輕觀眾要求的最佳水準，並否認對該節目大量的內容批評是停播原因。泰晤士電視對此決定表示驚訝，並稱節目取得上佳評價。
1977年8月，有荷蘭的商業電視台錄像盎格利亞電視台節目訊號，並將盎格利亞電視台自製節目《生存》及格拉納達電視台節目《加冕街》在阿姆斯特丹播出。荷蘭政府並不認為這一行為違反荷蘭搬遷法律。但歐洲廣播聯盟（EBU）的法律顧問則就如何解決該事件進行了討論。

### 1980年代
在1980年的ITV特許經營權競標中，盎格利亞電視台擊敗了東英格蘭電視台的調整，成功維持特許經營權。由於面對諾福克郡北部地區約7萬名通過貝爾蒙特轉播站收看約克郡電視台的觀眾的壓力，IBA因此同意盎格利亞電視台建造三個新的低功率轉播站，方便這些觀眾更輕易地收看盎格利亞電視台節目。盎格利亞電視台是最初開始24小時播出的ITV公司之一，自1987年8月開始進行徹夜播出。

### 1990年代之後
1990年7月9日，盎格利亞電視台的地方新聞節目《關於盎格利亞》（About Anglia）被新節目《盎格利亞新聞》（Anglia News）取代。該節目分為東部和西部兩個版本，自諾里奇播出，並在地區內的7個據點和倫敦派有記者。2009年2月，ITV的地方新聞分區大幅裁併，盎格利亞的兩個地方新聞區域也合而為一，但現在又恢復為《ITV盎格利亞新聞》。
1993年，Anglia与时代华纳旗下的美国付费电视网络HBO建立了合作关系。在这种安排下，安格利亚获得了HBO生产子公司Citadel的半所有权；时代华纳随后收购了安格利亚分销部门Itel的50％股份。此外，还成立了一家新公司：Anglia Television Entertainment，Anglia拥有51％的股份，HBO拥有49％的股份。[15] 1993年，电视台接管了卡通工作室Cosgrove Hall，当时它的原始所有者Thames Television出售了该工作室，尽管它仍位于曼彻斯特。
1993年，盎格利亞電視台和時代華納所有的美國付費電視台HBO建立合作關係。盎格利亞因此獲得HBO旗下製作公司城堡公司（Citadel）半數所有權。兩者還成立一家新公司：盎格利亞電視娛樂（Anglia Television Entertainment）。盎格利亞擁有51%股權，HBO擁有49%股權。
1994年年初，MAI（子午線廣播的所有者）併購了盎格利亞電視台。MAI之後和聯合報業公司合併為聯合新聞和媒體，並在1996年併購HTV。2000年，在卡爾頓通信股份放棄併購聯合新聞和媒體之後，格拉納達股份併購了聯合新聞和媒體的電視部門（但售出了HTV的廣播部門）。2004年，格拉納達和卡爾頓合併為獨立電視公司，盎格利亞電視台因此不再作為一個單獨品牌存在。在聯合新聞和媒體控股期間，盎格利亞電視台曾開設有一個有線及衛星電視頻道Rapture TV。由於聯合新聞和媒體曾是英國第五台的主要股東，成立之初的英國第五台有不少節目曾在盎格利亞電視台製作。盎格利亞電視台在1990年代後不再為ITV製作全國性節目，而半獨立的盎格利亞紀實（Anglia Factual）繼續為探索頻道、英國第四台、第五台提供節目。

## 攝影棚

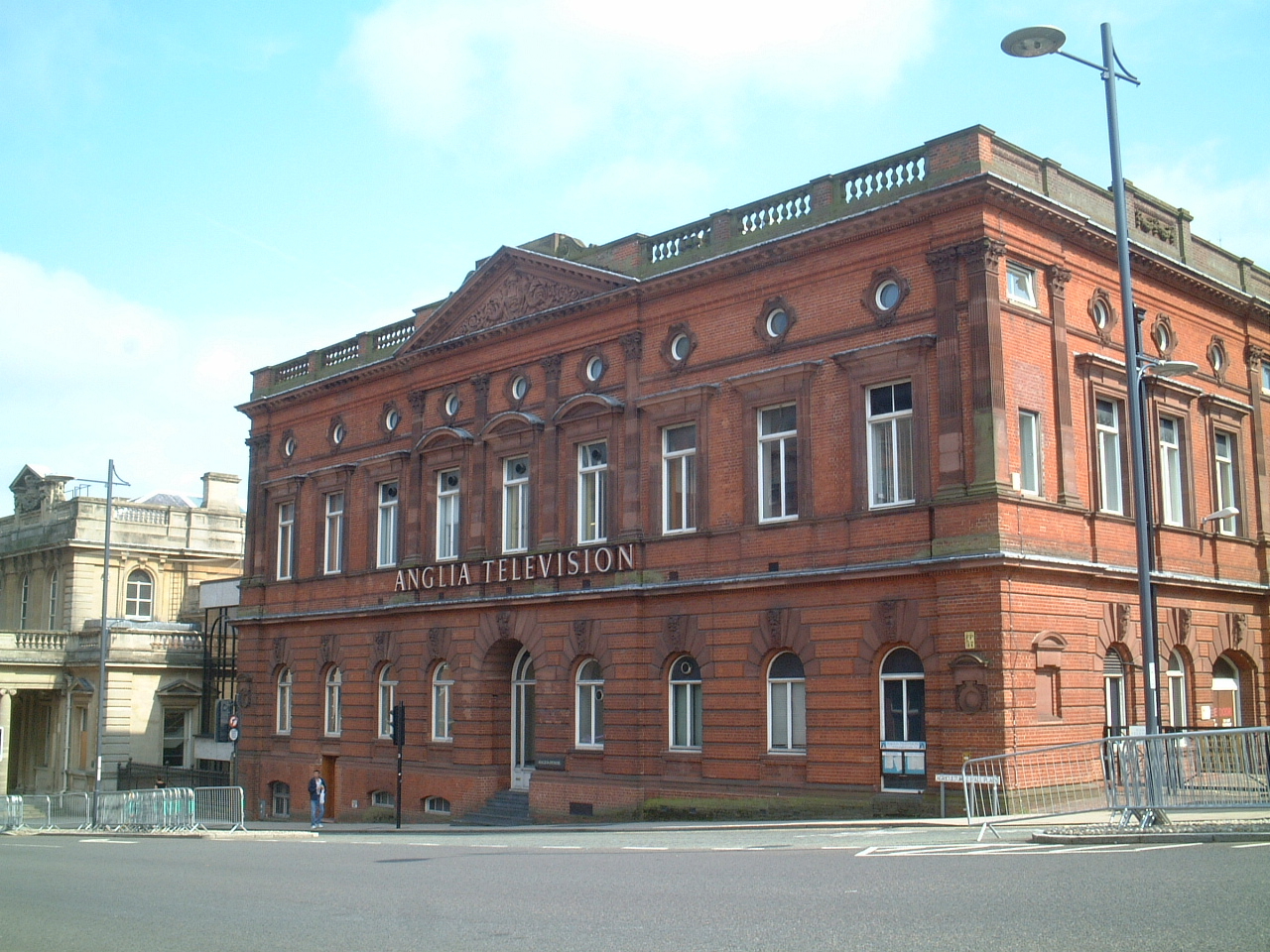
盎格利亞電視台在諾里奇的總部

盎格利亞電視台自開播後就將總部設在諾里奇的歷史建築「盎格利亞大廈」（Anglia House）。這座建築內設有4個攝影棚。隨著盎格利亞電視台節目製作量的增加，公司規模也隨之擴大，在1970年代後期於瑪格達倫街（Magdalen Street）購買了一個保齡球館，並將其改造為E攝影棚（Studio E）:67。一些大型節目轉移到這裡製作，但一些小型節目仍繼續在盎格利亞大廈錄製。
但自獨立電視公司成立後，由於攝影棚空間需求大幅減少，ITV盎格利亞在2006年將其位於瑪格達倫街的攝影棚出售給諾副克郡議會。後者將其改建為EPIC（the East of England Production Innovation Centre，東英格蘭製作創新中心）。盎格利亞因此遷回盎格利亞大廈製作。

## 標誌

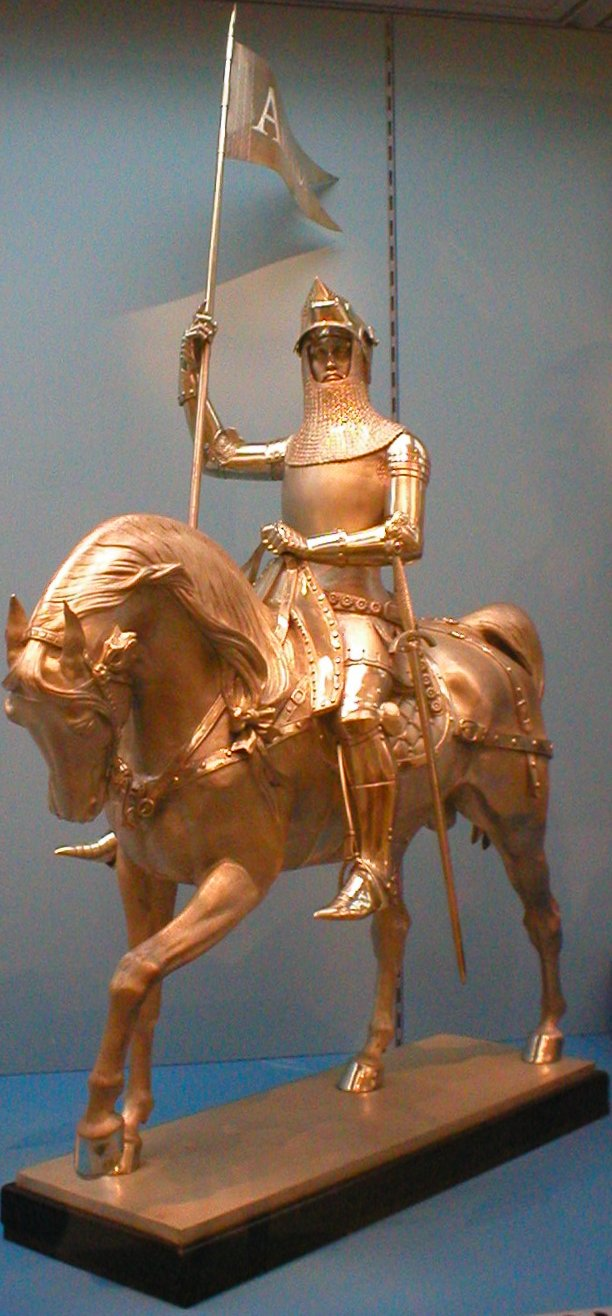
盎格利亞騎士，使用於1959年至1988年

盎格利亞最初的台標是一個銀製騎馬騎士雕像。1988年3月21日，由羅賓遜·蘭比·奈恩設計的A形標誌取代盎格利亞騎士，成為盎格利亞電視台新的標誌，並使用至1999年11月8日。2002年10月28日，盎格利亞改用ITV1標誌，僅在播出地區節目之前才會在ITV1標誌的下方加註「Anglia」字樣。2006年後，ITV盎格利亞已完全不使用獨自標誌。

## 外部連結
- itv.com上《ITV Anglia 》的資料